# Tití emperador
El tití emperador (Saguinus imperator) és una espècie de mico de la família dels cal·litríquids que viu a Sud-amèrica.

## Subespècies
- S. i. imperator
- S. i. subgrisescens